# Louise Lake-Tack
Dame Louise Agnetha Lake-Tack (Parrocchia di Saint Philip, 26 luglio 1944) è una politica antiguo-barbudana, governatore generale di Antigua e Barbuda dal 2007 al 2014.

## Biografia
Dopo aver studiato infermieristica presso il Charing Cross Hospital di Londra, passò alla carriera legale, studiando in vari istituti, tra cui la Open University. Finiti gli studi, fu giudice d'appello alla Corte della Corona a Londra.
Il 17 luglio 2007 fu nominata Governatore generale di Antigua e Barbuda dalla Regina Elisabetta II su indicazione del governo di Baldwin Spencer, in sostituzione di James Carlisle, divenendo la prima donna a ricoprire tale incarico. Il suo mandato terminò il 13 agosto 2014, e le succedette l'ex parlamentare e ministro dell'educazione Rodney Williams, nominato su consiglio del governo laburista di Gaston Browne. A seguito delle sue dimissioni dall'incarico di Governatore generale, Lake-Tack sporse denuncia contro il governo antiguo-barbudano per il mancato versamento della pensione.

## Vita privata
Di religione anglicana, Lake-Tack è vedova e ha due figli.